# Anders Fannemel
Anders Fannemel (* 13. Mai 1991 in Hornindal) ist ein ehemaliger norwegischer Skispringer und heutiger Skisprungtrainer. Mit einer Weite von 251,5 Metern auf dem Vikersundbakken hielt er von 2015 bis 2017 den Skiflugweltrekord.

## Werdegang
Als Kind widmete sich Fannemel hauptsächlich dem Biathlonsport. Seit 2004 konzentrierte er sich jedoch auf das Skisprungtraining bei seinem Heimatverein in Hornindal. Seinen ersten Skisprungwettbewerb im FIS Cup bestritt Fannemel am 8. September 2007 in Falun. Danach folgten weitere Springen im FIS Cup und im Continental Cup. Seinen ersten Sieg konnte er am 12. Oktober 2008 im FIS Cup erreichen. Auf der Schanze im schweizerischen Einsiedeln siegte er dabei vor Klemens Murańka und Pascal Bodmer. Der erste Sieg im Continental Cup gelang ihm am 23. August 2009 auf dem Lysgårdsbakken in Lillehammer vor Erik Simon. Auf der gleichen Schanze absolvierte er am 4. und 5. Dezember 2009 seine ersten beiden Weltcupeinsätze. Das erste Springen beendete Fannemel auf dem 37. Platz. Beim darauf folgenden Wettbewerb gelang ihm mit 135,5 Metern der zweitweiteste Sprung im zweiten Durchgang. Mit dem so errungenen zehnten Platz sammelte er seine ersten Weltcuppunkte.
Bei den Junioren-Weltmeisterschaften 2011 im estnischen Otepää belegte er im Einzel den vierten und mit der Mannschaft den dritten Platz. Bei den norwegischen Meisterschaften von der Großschanze im Februar 2012 in Trondheim gelang ihm mit Platz drei erstmals der Sprung auf das Siegerpodest. Am 11. Februar 2012 gewann er mit der norwegischen Mannschaft das Auftaktspringen der FIS-Team-Tour auf der Mühlenkopfschanze in Willingen und errang damit seinen ersten Weltcupsieg. Bei den norwegischen Sommermeisterschaften 2012 in Oslo konnte er seinen ersten nationalen Titel erringen. Am 25. November 2012 erreichte er in Lillehammer – wo er bereits drei Jahre zuvor seine ersten Weltcuppunkte errungen hatte – mit Platz zwei seine erste Podestplatzierung bei einem Weltcupspringen.
Im Februar 2014 nahm Fannemel in Sotschi zum ersten Mal an den Olympischen Winterspielen teil. Er belegte im Einzel auf der Normalschanze den 15. Platz und im Einzel auf der Großschanze den fünften Platz. Mit der norwegischen Mannschaft wurde er Sechster. Seinen ersten Sieg im Weltcup erzielte er am 13. Dezember 2014 in Nischni Tagil und ging dank zwei weiterer Podestplätze als Gesamtführender in die Vierschanzentournee. Der zweite Weltcupsieg folgte am 8. Februar 2015 in Titisee-Neustadt. Am 15. Februar 2015 verbesserte Fannemel den Skiflug-Weltrekord von Peter Prevc um eineinhalb Meter und war bis zum 18. März 2017, als Robert Johansson ihn ablöste, mit 251,5 Metern Skiflug-Weltrekordhalter. Bei den Nordischen Skiweltmeisterschaften 2015 in Falun belegte er in den Einzelwettbewerben den neunten Platz auf der Normalschanze und den siebten Platz auf der Großschanze. Im Mannschaftswettbewerb holte er zusammen mit Anders Bardal, Anders Jacobsen und Rune Velta den Weltmeistertitel vor den Teams aus Österreich und Polen. In der Saison 2014/15 holte er insgesamt sieben Einzel-Podestplatzierungen im Weltcup und 1161 Punkte und landete damit als Vierter erstmals in den Top Ten im Gesamtweltcup.
Bei der Skiflug-Weltmeisterschaft 2016 am Kulm belegte er im Einzelwettbewerb den siebten Rang und im Mannschaftswettbewerb holte er zusammen mit Johann André Forfang, Daniel-André Tande und Kenneth Gangnes die Goldmedaille. Am 31. Januar 2016 erreichte er in Sapporo seinen dritten Einzel-Weltcupsieg. Im Sommer 2016 sprang er sehr erfolgreich im Grand Prix. Am 22. Juli gewann er mit der norwegischen Mannschaft seinen ersten Grand-Prix-Wettbewerb. Am 27. August folgte in Hakuba der erste Sieg in einem Einzelwettbewerb. Insgesamt sprang er drei Mal auf das Podest bei Einzelspringen und landete mit 260 Punkten auf dem siebten Rang in der Gesamtwertung. Dies war bis dahin seine beste Platzierung. Bei den Nordischen Skiweltmeisterschaften 2017 in Lahti belegte er im Einzelwettbewerb auf der Großschanze den fünften Rang, nachdem er auf der Normalschanze nicht zum Einsatz kam. Im Mannschaftswettbewerb holte er zusammen mit Johann André Forfang, Daniel-André Tande, und Andreas Stjernen die Silbermedaille hinter Polen.
Am 16. Dezember 2017 gelang ihm beim Springen in Engelberg sein vierter Einzel-Weltcupsieg. Mit Sprüngen von 133,0 Metern im ersten, der ihm einen Vorsprung von acht Punkten auf den zu dem Zeitpunkt zweitplatzierten Kobayashi verschaffte, und 127,5 Metern im zweiten Durchgang bezwang er am Ende den zweitplatzierten Deutschen Richard Freitag mit 253,6 zu 253,5 Punkten um etwa fünf Zentimeter und damit dem kleinstmöglichen Vorsprung. Bei der Vierschanzentournee 2017/18 konnte er mit zwei Podestplätzen als Dritter in Garmisch-Partenkirchen und Zweiter in Bischofshofen überzeugen. Außerdem wurde er Siebter in Oberstdorf und Sechzehnter in Innsbruck. Dadurch landete er zum ersten Mal auf dem Podium in der Tournee-Gesamtwertung. Er wurde Dritter hinter Kamil Stoch und Andreas Wellinger. Bei den Olympischen Winterspielen 2018 in Pyeongchang gehörte er zum fünfköpfigen norwegischen Aufgebot. Er wurde jedoch in keinem der drei Wettbewerbe eingesetzt.
Am 18. Juli 2019 verletzte sich Fannemel bei einem Trainingssprung in Wisła schwer, als er seinen Sprung auf 140 Metern von der Adam-Małysz-Schanze, die ihren Hillsize bei 134 Metern hat, nicht stehen konnte. In Norwegen wurde eine Kreuzband- und Meniskusverletzung festgestellt, die ihm eine Teilnahme an der Saison 2019/20 verwehrte. Aufgrund anhaltender starker Knieschmerzen kehrte Fannemel auch im Sommer 2020 nicht auf die Schanze zurück, weshalb er ein vorzeitiges Karriereende nicht mehr ausschloss. Während der Verletzungspause unterzog er sich vier Operationen. Anfang Februar 2021 kehrte der Norweger schließlich wieder auf die Schanze zurück und absolvierte seine ersten Trainingssprünge seit Sommer 2019. Eine geplante Teilnahme an der Raw Air 2021 scheiterte an deren Absage infolge der COVID-19-Pandemie.
Beim Saisonauftakt 2021/22 feierte Fannemel seine Rückkehr in den Weltcup, startete aber ab Beginn des Kalenderjahres 2022 wieder ausschließlich im Continental Cup. Zur Vierschanzentournee 2022/23 kehrte er in den Weltcup zurück und konnte in Bischofshofen punkten. Am 17. März 2023 gab Fannemel bekannt, seine Karriere zu beenden. Bei seinem letzten Wettkampf zwei Tage später belegte er beim Skifliegen in Vikersund den 32. Platz.
Seit dem 13. März 2025 ist er Interimstrainer der norwegischen Skisprungmannschaft der Herren, nachdem Magnus Brevig infolge des norwegischen Anzugsskandals bei den Nordischen Skiweltmeisterschaften 2025 in Trondheim zuvor suspendiert wurde.

## Privates
Fannemel hat drei Geschwister. Sein Zwillingsbruder Einar und seine ältere Schwester Eline sind beide Biathleten, der zwei Jahre ältere Rasmus ist nicht im Sport aktiv. Fannemel hat darüber hinaus zwei Cousins, die ebenfalls Skispringer sind, Lorentz und Brede.

## Erfolge

### Weltcupsiege im Einzel
| Nr. | Datum             | Ort              | Typ         |
| --- | ----------------- | ---------------- | ----------- |
| 1.  | 13. Dezember 2014 | Nischni Tagil    | Großschanze |
| 2.  | 8. Februar 2015   | Titisee-Neustadt | Großschanze |
| 3.  | 31. Januar 2016   | Sapporo          | Großschanze |
| 4.  | 16. Dezember 2017 | Engelberg        | Großschanze |

### Weltcupsiege im Team
| Nr. | Datum             | Ort              | Typ         |
| --- | ----------------- | ---------------- | ----------- |
| 1.  | 11. Februar 2012  | Willingen        | Großschanze |
| 2.  | 7. März 2015      | Lahti            | Großschanze |
| 3.  | 23. Januar 2016   | Zakopane         | Großschanze |
| 4.  | 22. Februar 2016  | Kuopio           | Großschanze |
| 5.  | 19. März 2016     | Planica          | Flugschanze |
| 6.  | 25. März 2017     | Planica          | Flugschanze |
| 7.  | 18. November 2017 | Wisła            | Großschanze |
| 8.  | 25. November 2017 | Kuusamo          | Großschanze |
| 9.  | 9. Dezember 2017  | Titisee-Neustadt | Großschanze |

### Grand-Prix-Siege im Einzel
| Nr. | Datum           | Ort    | Typ         |
| --- | --------------- | ------ | ----------- |
| 1.  | 27. August 2016 | Hakuba | Großschanze |

### Grand-Prix-Siege im Team
| Nr. | Datum         | Ort   | Typ         |
| --- | ------------- | ----- | ----------- |
| 1.  | 22. Juli 2016 | Wisła | Großschanze |

### Continental-Cup-Siege im Einzel
| Nr. | Datum             | Ort                 | Typ         |
| --- | ----------------- | ------------------- | ----------- |
| 1.  | 23. August 2009   | Lillehammer         | Großschanze |
| 2.  | 2. Oktober 2010   | Wisła               | Großschanze |
| 3.  | 3. Oktober 2010   | Wisła               | Großschanze |
| 4.  | 4. Februar 2012   | Brotterode-Trusetal | Großschanze |
| 5.  | 17. Dezember 2022 | Kuusamo             | Großschanze |

## Statistik

### Weltcup-Platzierungen
| Saison  | Platz | Punkte |
| ------- | ----- | ------ |
| 2009/10 | 60.   | 0026   |
| 2011/12 | 25.   | 0185   |
| 2012/13 | 26.   | 0289   |
| 2013/14 | 23.   | 0328   |
| 2014/15 | 04.   | 1161   |
| 2015/16 | 10.   | 0670   |
| 2016/17 | 26.   | 0213   |
| 2017/18 | 12.   | 0500   |
| 2018/19 | 36.   | 0103   |
| 2021/22 | 71.   | 0006   |

### Grand-Prix-Platzierungen
| Saison | Platz | Punkte |
| ------ | ----- | ------ |
| 2011   | 20.   | 146    |
| 2012   | 11.   | 152    |
| 2013   | 60.   | 029    |
| 2014   | 34.   | 069    |
| 2015   | 27.   | 111    |
| 2016   | 07.   | 260    |
| 2017   | 27.   | 077    |
| 2018   | 61.   | 017    |
| 2022   | 37.   | 040    |

### Schanzenrekorde
| Ort       | Land     | Weite               | aufgestellt am   | Rekord bis       |
| --------- | -------- | ------------------- | ---------------- | ---------------- |
| Vikersund | Norwegen | 251,5 m (HS: 225 m) | 15. Februar 2015 | 18. März 2017    |
| Sapporo   | Japan    | 143,5 m (HS: 134 m) | 31. Januar 2016  | 12. Februar 2017 |